# Out of the Woods / Reggie Song
«Out of the Woods» / «Reggie Song» — песня британской группы Public Image Ltd, ставшая вторым синглом с их альбома 2012 года This is PiL. Был выпущен в 12-дюймовом формате для США и Великобритании, и как CD в формате AA. Сингл также включает песни с концерта в Нью-Йорке, 2010 года.

## О форматах
Сингл был выпущен в трех видах:
- «Reggie Song» (UK 12") — специально для Великобритании, в 12-дюймовом формате; плюс две песни с концерта в Нью-Йорке.
- «Out of the Woods» (US 12") — специально для Северной Америке, в 12-дюймовом формате; плюс две песни с концерта в Нью-Йорке.
- «Out of the Woods» / «Reggie Song» — в качестве CD в формате AA; плюс пять песен с концерта в Нью-Йорке.

## О песнях
Reggie Song — Реджи в этой песне — реальный человек и хороший друг Джона Лайдона, с которым он познакомился в парке Финсбери, где они оба росли.
Out of the Woods — песня о генерале Джексоне, великом генерале Юга и талантливом тактике, который помог выиграть сражение при Чанселорсвилле.

## Список композиций

### «Reggie Song» (UK 12")
| №  | Название           | Длительность |
| -- | ------------------ | ------------ |
| 1. | «Reggie Song»      | 5:48         |
| 2. | «4 Enclosed Walls» | 4:09         |
| 3. | «Disappointed»     | 6:53         |

### «Out of the Woods» (USA 12")
| №  | Название           | Длительность |
| -- | ------------------ | ------------ |
| 1. | «Out of the Woods» | 9:41         |
| 2. | «USLS1»            | 7:03         |
| 3. | «Warrior»          | 7:19         |

### «Out of the Woods» / «Reggie Song»
| №  | Название           | Длительность |
| -- | ------------------ | ------------ |
| 1. | «Reggie Song»      | 5:48         |
| 2. | «Out of the Woods» | 9:41         |
| 3. | «Psychopath»       | 6:22         |
| 4. | «USLS1»            | 7:03         |
| 5. | «Warrior»          | 7:19         |
| 6. | «4 Enclosed Walls» | 4:09         |
| 7. | «Disappointed»     | 6:53         |